# Migration-Audio-Archiv
Das Migration-Audio-Archiv, in eigener Schreibweise migration-audio-archiv (maa), ist eine „Sammlung von hörbaren Migrationsgeschichten – erzählter Migrationsgeschichte“ in Köln. In dem seit 2004 entstehenden Hörarchiv in Radioqualität werden nach und nach authentische Einwanderungsgeschichten von Migranten aller denkbaren Nationalitäten in Deutschland dokumentiert, für eine allgemeine Öffentlichkeit aufbereitet und in verschiedenen Publikationsformen verfügbar gemacht. 2007 wurde die interaktive Website des Projekts für den Grimme Online Award nominiert.

## Details
Die Lebensgeschichten und Erzählungen handeln nach Selbstdarstellung des Archivs vor allem von „klassischer Arbeitsmigration – von 'Gastarbeitern', von Exilanten, Umweltflüchtlingen“. Der Deutsche Bildungsserver beschreibt die berücksichtigten Gruppen detaillierter als
Arbeitsmigranten (die sog. „Gastarbeiter“ aus Südeuropa, Asiaten in Pflegeberufen und aus der IT-Branche, Inhaber der GreenCard…), Kriegs- und Bürgerkriegsflüchtlinge, politische Flüchtlinge (z. B. nach einem Militärputsch), Wirtschaftsflüchtlinge, Flüchtlinge aus religiösen Gründen, Umweltflüchtlinge, Zuzug aus den neuen EU-Mitgliedstaaten (die größte Einwanderergruppe der letzten Jahre stammt aus Osteuropa – größtenteils aufgrund der großzügigeren Einreisebedingungen durch die fortschreitende EU-Erweiterung, aber auch immer noch durch den Nachweis deutscher Vorfahren), Jüdische Einwanderung aus Osteuropa und der ehemaligen Sowjetunion, Studierende aus aller Welt, Familienzusammenführung (Heirat, Kindernachzug u. ä.) und Exilanten (politisches Exil, z. B. aus Chile, Argentinien, Iran…).
Die Hörbeiträge erreichen eine Länge von 15 bis 60 Minuten und werden beim Medienpartner WDR im Hörfunk (z. B. in der Reihe Erlebte Geschichte und Sendungen wie Die lange Hörnacht – Erzählte Migrationsgeschichte) gesendet, auf Ausstellungen installiert und im Internet (mit interaktiven Text- und Bildumgebung, die dem Hörer Migration „erfahrbar“ machen soll) bereitgestellt.
Es sind aber nicht nur unbekannte Migranten, die im maa von ihrer Einwanderung in die Bundesrepublik erzählen: Auch mehr oder minder Prominente wie der bekannte türkischstämmige Unternehmer Kemal Şahin oder der derzeitige Außenminister von Afghanistan haben bereits auf die weiter unten beschriebene Art ihre Einwanderungsgeschichte nach Deutschland dem Archiv zur Verfügung gestellt.

## Entstehung
Idee und Konzeption stammen von dem verantwortlichen Redaktionsleiter Justus Herrmann und der Hörfunkjournalistin Sefa İnci Suvak, selbst als Kind mit ihren Eltern aus der Türkei eingewandert, die auch für Redaktion und Interviews verantwortlich ist. In den Vorgesprächen am Telefon und bei den anschließenden Besuchen erzählt die Journalistin auch von sich. Das schafft Vertrauen wird das Erfolgsrezept der Journalistin bei der Suche nach freiwilligen Migranten, die bereit sind ihre Lebensgeschichte zu erzählen, beschrieben. Die Interviews werden meist bei den Einwanderern zuhause durchgeführt. Bereits im Sommer 2003 – ein Jahr bevor das Audioarchiv seine ersten Aufnahmen machte – hatte Suvak für eine sechsteilige WDR-Reihe „Ich dachte, ich rette mich, wenn ich nach Deutschland gehe“ – Eine Gastarbeitgeneration bilanziert türkische Arbeitsmigranten teils sogar aus ihrem eigenen Umfeld für eine ähnliche Dokumentation rekrutiert. Nach dem Erfolg der Sendung hatte die Journalistin vom Hausmagazin des WDR auf eine Fortsetzung angesprochen geäußert: „(…) eigentlich sollten solche Geschichten selbstverständlich im Programm auftauchen. Man muss es einfach im Kopf behalten, dass es in Deutschland über acht Millionen Menschen gibt, die neben ihrer deutschen Lebenswelt noch eine zweite türkische, persische, italienische, spanische … Welt haben.“. So ist die Entstehung des maa, das mit dem Westdeutschen Rundfunk (WDR) als Medienpartner von Beginn an eng zusammenarbeitete, ab 2004 auch als erster Schritt in Richtung einer Verwirklichung dieser Idee zu sehen.
Gefördert und unterstützt wurde das Projekt ab 2004 weiters wesentlich finanziell von der Nordrhein-Westfälischen Stiftung für Umwelt und Entwicklung. Die verantwortliche Projektleitung bzw. Anbieter ist die Exile Kulturkoordination e. V.

## Spezielles Format der Hörbeiträge
Aus meist längeren Interviews und Gesprächen mit den bzw. Erzählungen der Migranten wird in ein Nachbearbeitung ein durchgehender Erzählfluss ausschließlich des Eingewanderten selbst geformt und so seine Geschichte auf das Wesentliche verdichtet. Auf diese Weise sind in den letztendlichen Hörbeiträgen nach der Bearbeitung von Suvak nur die Stimmen der Migranten zu hören – ohne hörbare Interviewerin. Auch auf kanalisierende Moderationen wird verzichtet. Über diese Direktheit will das Projekt eine Unmittelbarkeit der Begegnung mit Erzählung und Erzähler herstellen und die emotionale Teilhabe des Hörers erleichtern. Wo möglich finden die Erzählungen in deutscher Sprache statt. Ein geringerer Anteil von etwa einem Viertel wird auch in der Muttersprache der von Migration Betroffenen erzählt. Das maa weist darauf hin, dass es sich in „Form und diesem Umfang (um bislang) einzigartige historische Quellen“ handelt und das Archiv „im Kontext Migration, 'oral history', Forschung bis Publizistik ein wichtiges Feld erschließen“ wird. Ein Dossier des Goethe-Instituts berichtete schon 2005 vom Interesse auch von Seiten der Wissenschaft an dem Projekt.

## Grimme-Nominierung
Am 10. Mai 2007 wurde bekanntgegeben, dass das Audioweb des Archivs in der Kategorie „Wissen und Bildung“ für den Grimme Online Award nominiert wurde. In der Begründung des Adolf-Grimme-Instituts hieß es:
„Migrationshintergrund“ ist ein häufig genutztes Schlagwort – die Biografien hinter der Migrationsgeschichte bleiben jedoch meist verborgen. Das „migration-audio-archiv“ ist eine interaktive und kontinuierlich wachsende Sammlung erzählter Migrationsgeschichten. In der Tradition der „oral history“ bereitet diese Site sorgfältig geführte Interviews webspezifisch auf. Die aufwändig gestaltete Oberfläche bietet auch assoziative Navigationsmöglichkeiten und die Möglichkeit innerhalb der Interviews zu einzelnen Themen zu springen.

## Zukunft
Um Fortbestehen und -entwicklung des Migration-Audio-Archivs langfristig zu gewährleisten, weitere Publikationen zu sichern, Ausstellungs- und Veranstaltungsprogramme zu erweitern sowie die migrationsgeschichtliche Forschung des Projekts voranzutreiben soll nach Angaben auf der Webseite des Archivs eine Stiftung eingerichtet werden.